# Raphaël Glorieux
Raphaël Glorieux (Quévy, 26 de enero de 1929-La Louvière, 19 de agosto de 1986) fue un deportista belga que compitió en ciclismo en la modalidad de pista. Ganó una medalla de plata en el Campeonato Mundial de Ciclismo en Pista de 1951, en la prueba de persecución individual.

## Medallero internacional
| Campeonato Mundial | Campeonato Mundial | Campeonato Mundial | Campeonato Mundial         |
| Año                | Lugar              | Medalla            | Competición                |
| ------------------ | ------------------ | ------------------ | -------------------------- |
| 1951               | Milán (Italia)     | Medalla de plata   | Persecución individual (A) |